# Mangrovie dell'Africa orientale
Le mangrovie dell'Africa orientale sono una ecoregione africana (codice ecoregione: AT1402) che si sviluppa lungo le coste dell'Africa Orientale. La regione è inclusa nella lista Global 200 con il nome di Mangrovie dell'Africa orientale.

## Territorio
Questa ecoregione comprende aree di mangrovie che sorgono lungo una sottile striscia costiera che va dalla Somalia meridionale, al Kenya, alla Tanzania e al Mozambico; in corrispondenza dello sbocco dei principali fiumi le mangrovie risalgono per diversi chilometri verso l'interno; le aree di maggiore densità si hanno sulla foce dei fiumi Tana e Sabaki in Kenya, Rufiji e Ruvuma in Tanzania, Zambesi e Limpopo in Mozambico.

## Flora
Alla formazione delle mangrovie dell'Africa orientale concorrono 8 specie differenti: Avicennia marina associata con i suoli sabbiosi, Rhizophora mucronata prevalente sui suoli fangosi, Ceriops tagal concentrata nelle aree più secche, Bruguiera gymnorrhiza in quelle più umide; altre specie presenti sono Lumnitzera racemosa, Xylocarpus granatum, Sonneratia alba e Heritiera littoralis.

## Fauna
Tra le molte specie di uccelli che popolano questa ecoregione possono essere citati il droma (Dromas ardeola), il martin pescatore delle mangrovie (Halcyon senegaloides), il piovanello comune (Calidris ferruginea), il gambecchio (Calidris minuta), la sterna di Dougall (Sterna dougallii) e la sterna maggiore (Hydroprogne caspia).
Alcuni siti ricadenti nell'ecoregione, come la foce dello Zambesi e il delta del Rufiji, sono importanti siti di riproduzione di diverse specie di tartarughe marine come la tartaruga verde (Chelonia mydas), la tartaruga embricata (Eretmochelys imbricata) e la tartaruga olivacea (Lepidochelys olivacea).

## Conservazione

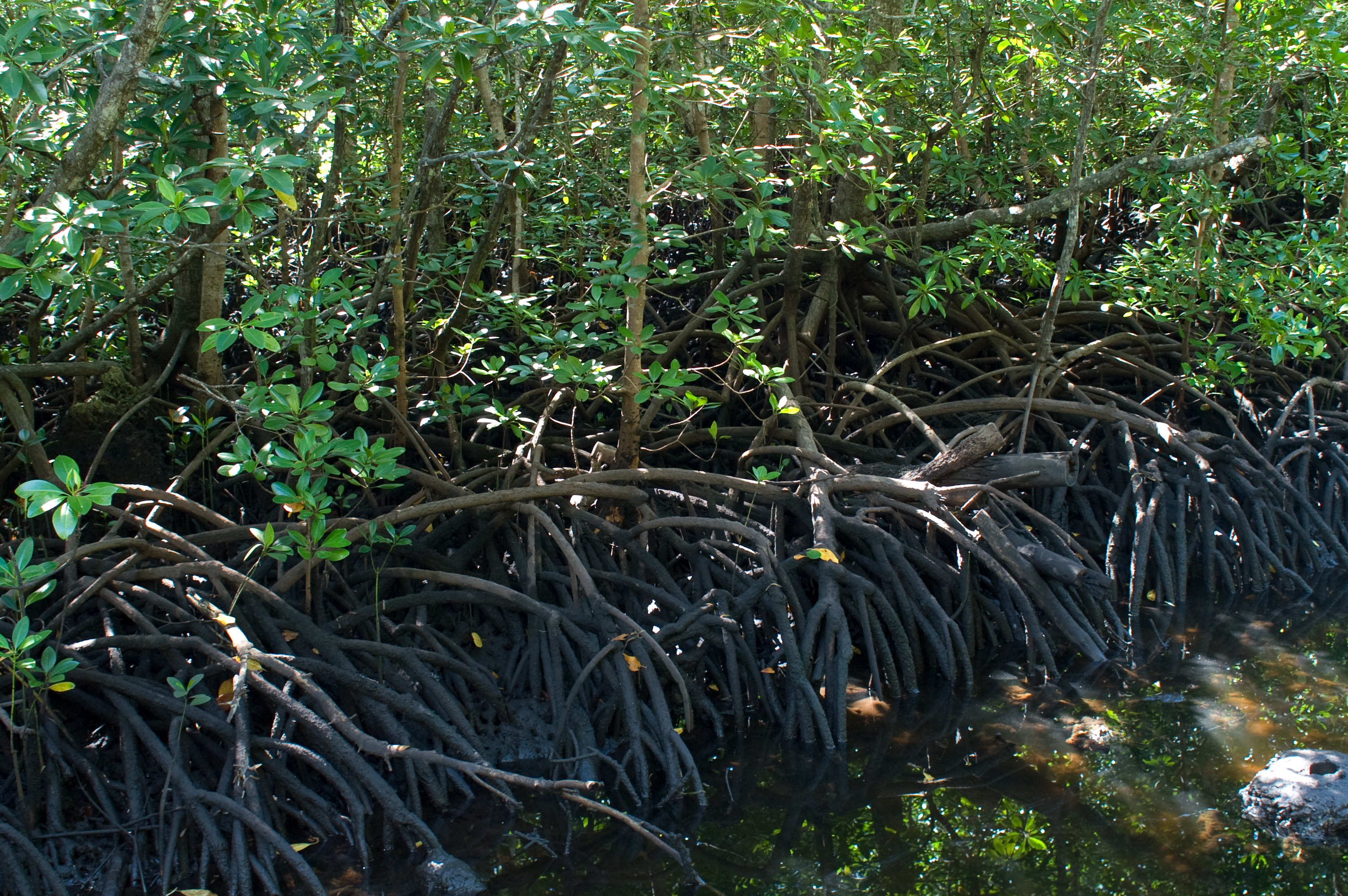
Mangrovie nel Parco nazionale di Jozani, Zanzibar.

Il WWF considera le mangrovie dell'Africa orientale in pericolo critico.
Tra le aree protette all'interno delle quali ricadono mangrovieti vi sono il Parco marino dell'isola di Mafia e il Parco nazionale di Jozani in Tanzania, il Parco nazionale marino di Watamu in Kenya e il Parco nazionale di Bazaruto in Mozambico.